# Kate Wilson
Kate Wilson (nascida em 4 de junho de 1998) é uma nadadora paralímpica australiana.
Defendeu as cores da Austrália disputando cinco provas diferentes da natação nos Jogos Paralímpicos do Rio de Janeiro, em 2016. Estas incluíram: 50 metros livre S6, 100 metros livre S6, 100 metros peito SB6 e 200 metros medley individual. Em nenhuma delas conseguiu avançar às finais.
Kate nasceu com acondroplasia, uma forma de nanismo que afeta o crescimento do osso. É a mais velha dos três filhos. Estudou na escola primária Santo Antônio.